# Podlasek (stacja kolejowa)
Podlasek – przystanek kolejowy i mijanka w Podlasku, w województwie podlaskim, w Polsce. Według klasyfikacji PKP ma kategorię dworca lokalnego. Zbudowany pod koniec XIX wieku. 

## Ruch pasażerski
| Rok  | Wymiana pasażerska na dobę |
| ---- | -------------------------- |
| 2017 | 0-9                        |
| 2022 | 0-9                        |

Ważny ośrodek transportu kolejowego dla Imperium Rosyjskiego ze względu m.in. na stacjonujące wojska carskie w twierdzy położonej na terenie m. Osowiec-Twierdza. W lutym 1915 r. armia niemiecka wykorzystała linię kolejową (przystanek Podlasek) do przewozu i rozładunku ciężkich dział (m.in. Grubych Bert) i moździerzy oblężniczych (typu Škoda), które miały przełamać pas obronny carskiej twierdzy Osowiec. 
Przystanek Podlasek był zniszczony podczas I wojny światowej przez wojska rosyjskie. Podczas II wojny światowej zniszczony przez Armię Czerwoną w lipcu 1944, a następnie w styczniu 1945 r. przez wycofujące się wojska niemieckie.
Ruch pociągów prowadzony jest przez nastawnie "Pd", "Pd1", które są jednocześnie strażnicami przejazdowymi. Obie posiadają urządzenia mechaniczne scentralizowane wraz z sygnalizacją świetlną. Z uwagi na wyłączenie z eksploatacji peronu drugiego niemożliwe jest tu krzyżowanie dwóch pociągów pasażerskich z postojami przy krawędziach peronowych.

## Połączenia
- Białystok
- Ełk